# ميريام شابيرو
ميريام شابيرو (بالإنجليزية: Miriam Schapiro)‏ (تُعرف أيضًا باسم ميمي) (وُلدت في 15 نوفمبر من عام 1923- تُوفيت في 20 يونيو من عام 2015)، كانت فنانة كندية الجنسية مقيمة في الولايات المتحدة. كانت شابيرو رسامةً ونحاتةً ومتخصصةً في الطباعة الفنية، بالإضافة إلى كونها إحدى الرائدات في الفن النسوي. اعتُبرت شابيرو زعيمةً لحركة التصميم والزخرفة الفنية. تمكّنت أعمال شابيرو من طمس الحد الفاصل بين الفنون الجميلة والحرف. أدخلت شابيرو عناصر حرفية إلى لوحاتها، وذلك لارتباط هذه العناصر بالنساء والأنوثة. تتناول أعمال شابيرو قضية النسوية والفن: ولا سيما الجانب المتعلق بالنسوية المرتبطة بالفن التجريدي. ركزت شابيرو على عملها الحرفي المحلي، وتمكنت من إنتاج أعمال صُنفت من بين الأعمال الفنية الراقية. تمثل هذه الأعمال هوية شابيرو بوصفها فنانةً في صلب التجريدية المعاصرة، وبوصفها نسويةً تواجه التحديات لكي تمثل «الوعي» النسائي من خلال الصور. استخدمت شابيرو الرموز المتعلقة بالنساء في أغلب الأحيان، مثل القلوب والزخارف الزهرية والأنماط الهندسية واللون الوردي. رسمت شابيرو مروحةً يدويةً في سبعينيات القرن الماضي، وهي غرض صغير عادةً ما تستخدمه النساء، إلا أنها رسمتها بأبعاد 6 أقدام × 12 قدم (182.88 سم × 365.76 سم). «قماش على شكل مروحة، أيقونة جبارة، أتاحت لشابيرو الفرصة للتجربة... انبثق منها سطح معقد ومزخرف وملون وباذخ، شكلوا أساس أسلوبها الشخصي الجديد. كان كل من رداء الكيمونو والمراوح والمنازل أسلوبًا استخدمته مرارًا وتكرارًا لتعبر عن مشاعرها ورغباتها ومخاوفها وآمالها». يُعتبر معرض إيريك فايرتسون في نيويورك الممثل الحصري لممتلكات ميريام شابيرو.

## مسيرتها المهنية
لم تقدّر شابيرو التقاليد الحرفية في فن النساء وحسب، بل كرمت فنانات الماضي أيضًا. رسمت شابيرو مجموعةً من اللوحات وصنعت بعض الكولاجات في أوائل سبعينيات القرن الماضي، وتضمنت هذه الأعمال نسخًا من صور لفنانات سابقات مثل ماري كاسات. رسمت شابيرو بورتريهات لفريدا كاهلو على بورتريهات كاهلو الذاتية القديمة في منتصف ثمانينيات القرن العشرين. أدخلت شابيرو بعضًا من نساء الطليعية الروسية إلى أعمالها في تسعينيات القرن المنصرم. نظرت شابيرو إلى الطليعية الروسية باعتبارها عنصرًا هامًا في تاريخ الفن الحديث، وذلك لأن الطليعية الروسية تنظر إلى المرأة على أنها متساوية مع الرجل.
أنتجت شابيرو مجموعةً كبيرةً من الأعمال بين عامي 1953 و1957، إذ ركزت فيها على الأسلوب السائد في تلك الفترة: التعبيرية المجردة. ابتكرت شابيرو لغتها الإيمائية الخاصة بها: «الرسم برقة والمحو»، إذ تلعب المساحة الممحية في اللوحة دورًا هامًا مثلها مثل المساحة المرسومة. اعتُبرت أعمالها هذه أعمالًا مجردةً، ولا سيما لوحة أرض الوحش والمزيد، لكنها استندت في رسمهم إلى رسوم «الأساتذة القدماء» التوضيحية بالأبيض والأسود. اختار أندريه إميريش إحدى لوحات شابيرو لافتتاح معرضه في شهر ديسمبر من عام 1957.
بدأت شابيرو رحلتها في البحث عن رموز أمومية بهدف توحيد أدوارها باعتبارها امرأةً، وذلك في وقت مبكر من حياتها المهنية. عملت شابيرو على سلسلتها المعابد بين عامي 1961 و1963، إذ أخذت فيها تلك الرموز الأمومية بعين الاعتبار. بدأت شابيرو بالتخلي عن أسلوبها التعبيري المجرد في لوحاتها في عام 1960، ثم شرعت في إدخال مجموعة متنوعة من الأشكال الهندسية. كانت سلسلة المعابد واحدةً من أقدم المجموعات التي قدّمتها شابيرو، بالإضافة إلى كونها نوعًا من السيرة الذاتية. يستعرض كل قسم من عملها هذا جانبًا من حياتها كامرأة فنانة، واعتُبرت هذه السلسلة رمزًا لجسد شابيرو وروحها. أصبح التنافس بين وهم العمق وتقبل السطحية الاستراتيجية المنهجية الرئيسية لأعمال شابيرو على مدى ذلك العقد. أفسحت سلسلة المعابد لشابيرو المجال لاكتشاف الجوانب المتعددة والمشتتة من ذاتها.